# Prins Johann Georg af Hohenzollern-Sigmaringen
Prins Johann Georg af Hohenzollern-Sigmaringen (tysk: Johann Georg Carl Leopold Eitel-Friedrich Meinrad Maria Hubertus Michael Prinz von Hohenzollern), også kendt som Hansi, (født 31. juli 1932 i Sigmaringen, død 2. marts 2016 i München) var en tysk kunsthistoriker. Han var også museumsdirektør. 
Prins Johann Georg var gift med prinsesse Birgitta af Sverige, og han var svoger til kong Carl 16. Gustav af Sverige.

## Museumsmand
Fra 1966 arbejdede prins Johann Georg på den statslige bayerske malerisamling (Bayerische Staatsgemäldesammlungen), hvor han til sidst blev stedfortrædende generaldirektør. Fra 1986 til 1991 var han generaldirektør for det bayerske nationalmuseum. Derefter kom han tilbage til den bayerske malerisamling, hvor han var til 1998. Frem til 2006 var han leder af en kunststiftelse (Kunsthalle der Hypo-Kulturstiftung). 

## Ægteskab
I 1961 giftede han sig med prinsesse Birgitta af Sverige (født 1937). Parret levede sammen i München indtil 1990. Derefter boede de hver for sig.

## Børn og børnebørn
Prinsesse Birgitta og prins Johann Georg har tre børn.
- Prins Carl Christian af Hohenzollern-Sigmaringen (født 1962), gift med Nicole Helene Neschitsch (født 1968) 
  - Prins Nicolas Johann Georg Maria af Hohenzollern-Sigmaringen (født 1999)
- Prinsesse Désirée af Hohenzollern-Sigmaringen (født 1963). Hun var gift med Heinrich Franz Josef Georg Maria, greve af Ortenburg i 1990-2002
  - Greve Carl Theodor Georg Philipp Maria zu Ortenburg (født 1992)
  - Greve Frederik Hubertus Ferdinand Maria zu Ortenburg (født 1995)
  - Komtesse Carolina Maria Franziska Christina Stephanie zu Ortenburg (født 1997)
- Prins Hubertus af Hohenzollern-Sigmaringen (født 1966), gift med Uta Maria König (født 1964)
  - Prins Lennart Carl Christian af Hohenzollern (født 10. januar 2001, død 14. januar 2001)
  - Prinsesse Vivianne af Hohenzollern-Sigmaringen (født 2009)